# Grube Leo
Die Grube Leo war eine auf Roteisenstein verliehene Grube im Höbchenstrauch in der Gemarkung des mittelhessischen Ortes Hohensolms in der heutigen Gemeinde Hohenahr.

## Geschichte
Nach vorhergehender Fund- und Feldbesichtigung wurde am 21. April 1854 das Grubenfeld Leo an den Wetzlarer Steuerkontrolleur Heinrich Feldhaus auf Roteisenstein verliehen.
Ein Erzabbau hat in den folgenden Jahren aber offensichtlich nicht stattgefunden. Die Grube wurde mehrfach gefristet.
Um 1877 wurde im Grubenfeld Leo Quecksilber (Zinnober) Erz gefunden. Die Verleihung wurde daraufhin am 17. April 1878 auf Kupfer- und Quecksilbererz erweitert.
Ein nachhaltiger Erzabbau ist auch hier nicht nachweisbar.